# Аксёновка (Алтайский край)
Аксёновка — поселок в Рубцовском районе Алтайского края. Входит в состав Новороссийского сельсовета.

## История
Основан в 1921 г. В 1928 г. посёлок Аксёновский состоял из 50 хозяйств, основное население — русские. В составе Новороссийского сельсовета Рубцовского района Рубцовского округа Сибирского края. В 1931 г. состоял из 43 хозяйств, в составе Тишинского сельсовета Рубцовского района.

## Население
| 1926 | 1931 | 1997 | 1998 | 1999 | 2000 |
| ---- | ---- | ---- | ---- | ---- | ---- |
| 275  | ↘200 | ↘57  | ↘56  | ↗59  | ↗66  |
| 2001 | 2002 | 2003 | 2004 | 2005 | 2006 |
| ↘65  | ↗66  | ↘60  | ↘57  | →57  | ↘51  |
| 2007 | 2008 | 2009 | 2010 | 2011 | 2012 |
| ↗53  | ↘50  | →50  | ↘49  | →49  | ↘47  |
| 2013 |      |      |      |      |      |
| ↘42  |      |      |      |      |      |